# Антви, Генесис
Генесис Антви (швед. Genesis Antwi; родился 11 мая 2007, Стокгольм, Швеция) — шведский футболист, крайний защитник английского клуба «Челси».

## Клубная карьера
Воспитанник «Челси». 9 марта 2025 года впервые попал в заявку основной команды клуба на матч Премьер-лиги против «Лестер Сити», однако на поле не появился. 13 марта 2025 года вышел на замену в матче плей-офф Лиги конференций против датского «Копенгагена», дебютировав за «Челси».

## Карьера в сборной
Выступал за сборные Швеции до 16, до 17, до 19 лет, а также за сборную Англии до 16 лет.

## Достижения
«Челси»
- Победитель Лиги конференций УЕФА: 2024/25